# Eurycope hanseni
Eurycope hanseni is een pissebed uit de familie Munnopsidae. De wetenschappelijke naam van de soort is voor het eerst geldig gepubliceerd in 1901 door Ohlin.